# Teatro Verdi (Firenze)
Il Teatro Verdi è un teatro storico di Firenze, situato nell'isolato tra via Ghibellina (nn. 95, 97, 97A, 99, 101), via Verdi (n. 5), via dei Lavatoi e via dell'Isola delle Stinche.

## Storia

### Preesistenze
Il Teatro Verdi, originariamente chiamato Teatro Pagliano, ha assunto questo nome nel 1901. Sorge sul luogo dove un tempo era edificato il carcere delle Stinche. Nello stesso sito esisteva anche un lavatoio dell'Arte della Lana la cui memoria è rimasta nell'adiacente via dei Lavatoi.
Adibito a carcere per cinquecento anni, l'edificio venne venduto con decreto granducale nell'agosto del 1833 e quindi acquistato dai signori Giovacchino Faldi, Cosimo Canovetti, Giuseppe Galletti e Michele Massai. Questi procedettero a trasformarlo nel grande casamento attuale (con la distruzione della precedente fabbrica e inglobando l'area già dei lavatoi) tra il 1834 e il 1839, affidando la direzione dei lavori all'architetto Francesco Leoni con l'assistenza dell'architetto Luigi Manetti. Al termine la struttura risultò sviluppata su quattro piani, in parte occupata da quartieri (22 per un totale di 188 stanze serviti da sei nuclei scala), in parte da botteghe (14), e caratterizzata sia dalla presenza di una grande sala di equitazione (con annesse scuderia, selleria, rimessa e stanze per trattenimento), sia di una sala per la Società Filarmonica posta al primo piano, con dodici ambienti di servizio.

### Il Teatro Pagliano
Circa nel 1850, in queste ultime aree ampliate a comprendere alcuni appartamenti, si eresse un grandioso teatro, su progetto e direzione dei lavori dell'architetto Telemaco Buonaiuti e iniziativa dell'imprenditore Girolamo Pagliano, ex baritono e noto per un famoso sciroppo "centerbe di lunga vita", al quale si deve anche la nascita della farmacia d'angolo, dal 1934 farmacia Selva. Fu così realizzato un teatro a pianta ovoidale con una grande sala che fra platea e i suoi sei ordini di palchi poteva ospitare circa quattromila spettatori. Negli interni intervennero i pittori Luigi Dell'Era e Cesare Maffei, mentre il sipario, raffigurante La disfida di Barletta, venne dipinto da Bandinelli.
Aperto, sebbene ancora non terminato, il 12 giugno 1853, fu inaugurato ufficialmente il 10 settembre 1854 con l'opera verdiana Rigoletto o, come si chiamava allora Il Viscardello: anche se l'opera fu un insuccesso, la nuova struttura teatrale fu molto apprezzata e fu caratterizzata da stagioni improntate su spettacoli lirici e drammatici presentati da compagnie di grande richiamo. Nell'insieme, per l'ampiezza del palcoscenico e per la capienza globale, risultava essere tra i più grandi teatri italiani, sicuramente uno dei pochi a consentire la messa in scena di spettacoli musicali anche complessi e grandiosi. Denominato inizialmente "delle Antiche Stinche", fu poi per lo più noto come teatro Pagliano.
Gli anni seguenti, sempre sotto la guida di Pagliano, continuarono le rappresentazioni liriche sia di repertorio sia nuove; il teatro ospitò inoltre numerose feste e celebri iniziative a carattere patriottico e civile quali quella per sostenere la spedizione di Garibaldi (1859), un concerto per l'Unità d'Italia (1861) e una manifestazione per richiedere l'abolizione della pena di morte (1864): vi parteciparono grandi interpreti e spettatori importanti (primo fra tutti Vittorio Emanuele II).
Nel 1865 un incendio mise a dura prova la struttura del teatro, fino a che, per i molti debiti contratti, venne espropriato al Pagliano nel 1868, senza che peraltro l'attività venisse interrotta.
La tradizione vuole che il teatro Pagliano sia citato indirettamente nel testo del libro Pinocchio, scritto da Carlo Lorenzini detto il Collodi, quando descrivendo il "pescecane" che inghiotte prima Geppetto e poi Pinocchio, ne parla così nel XXIV capitolo: 
| - Che è grosso di molto questo Pesce-cane? - domandò Pinocchio, che di già cominciava a tremare dalla paura. |
| - Se gli è grosso!... - replicò il Delfino. - Perché tu possa fartene un'idea, ti dirò che è più grosso di un casamento di cinque piani, ed ha una boccaccia così larga e profonda, che ci passerebbe comodamente tutto il treno della strada ferrata colla macchina accesa. |

Il pescecane citato altri non era che Girolamo Pagliano, noto per essere anche uno strozzino, con il quale forse, per debiti di gioco, si era impegnato il noto scrittore e giornalista Carlo Lorenzini, noto come Collodi. La descrizione del "casamento", calza a pennello con il palazzo che ospita ancora oggi il Teatro Verdi.

### Teatro Verdi

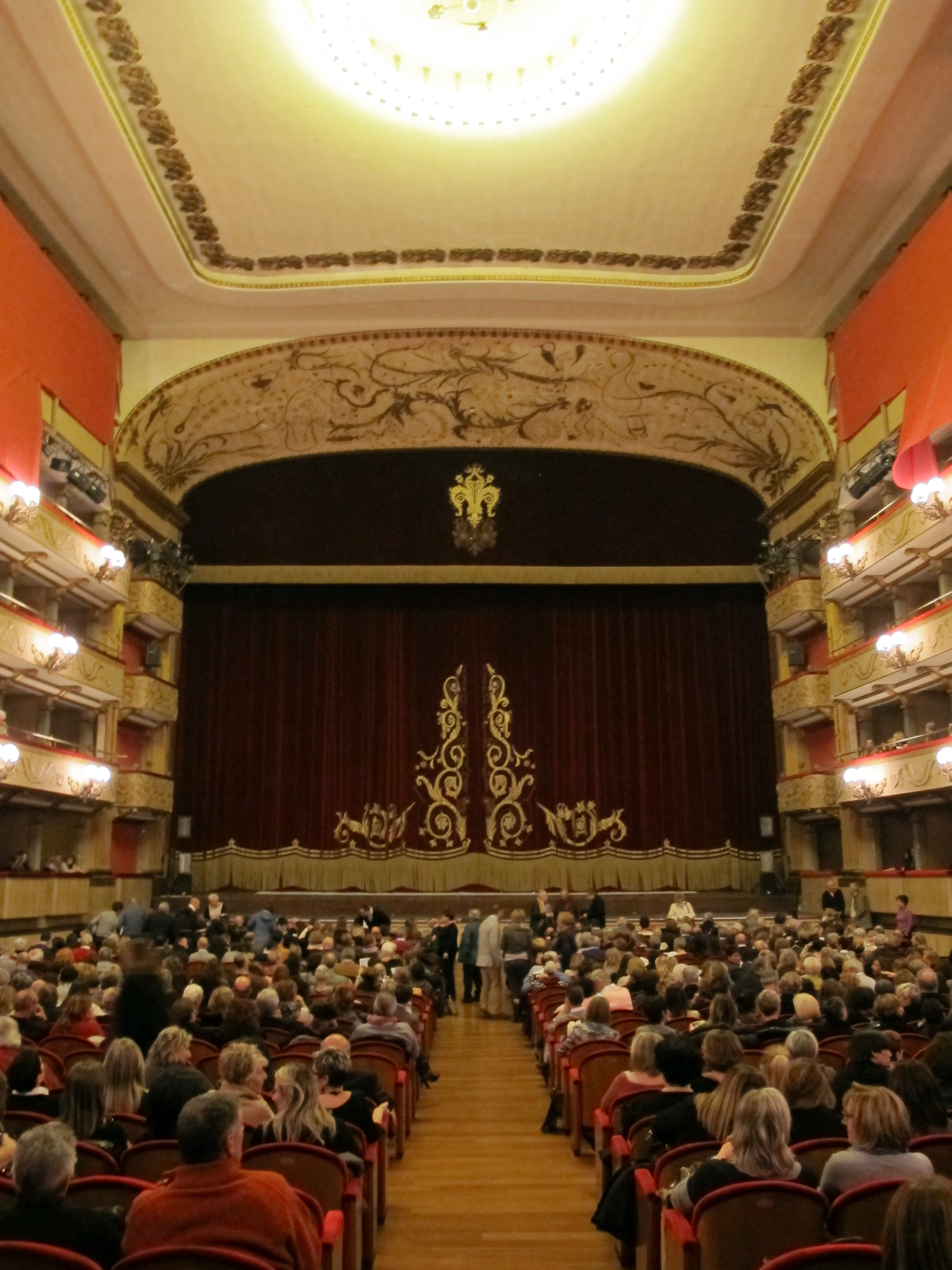
Interno

Seguirono anni in cui la proprietà passò di mano in mano. 
Dal 1901, dopo essere stato intitolato a Luigi Cherubini, assunse la denominazione di teatro Verdi, e nel tempo si è adeguato, in ragione dei mutamenti di gusto del pubblico, ad ospitare manifestazioni e spettacoli dei più vari, compresi quelli cinematografici. Tra i Direttori d'orchestra più celebri dell'800 che hanno diretto al Verdi di Firenze, si annovera il M° Antonino Palminteri, presente sul podio del Verdi nella stagione teatrale a cavallo tra il 1901 e il 1902, portando in scena Opere quali: La bohème di Giacomo Puccini e I Lombardi, di Giuseppe Verdi. Gli esiti delle rappresentazioni furono eccellenti e apprezzatissimi. 
Nel 1908 avviene la prima assoluta di Rhea di Spiro Samara con Edoardo Garbin e nel 1914 di La giostra dei falchi di Domenico Monleone.
Nel periodo tra le due guerre mondiali il teatro, con Raffaello Castellani, ospitò l'operetta e i primi grandi attori del '900.
Dopo la pausa del primo conflitto mondiale il teatro riprese la sua attività per iniziativa della Società dei Lavoratori del Teatro e nel ventennio fra le due guerre la sua programmazione fu caratterizzata da commedie in vernacolo e da spettacoli di varietà che videro protagonista la compagnia Riccioli-Primavera.

### I rinnovi novecenteschi

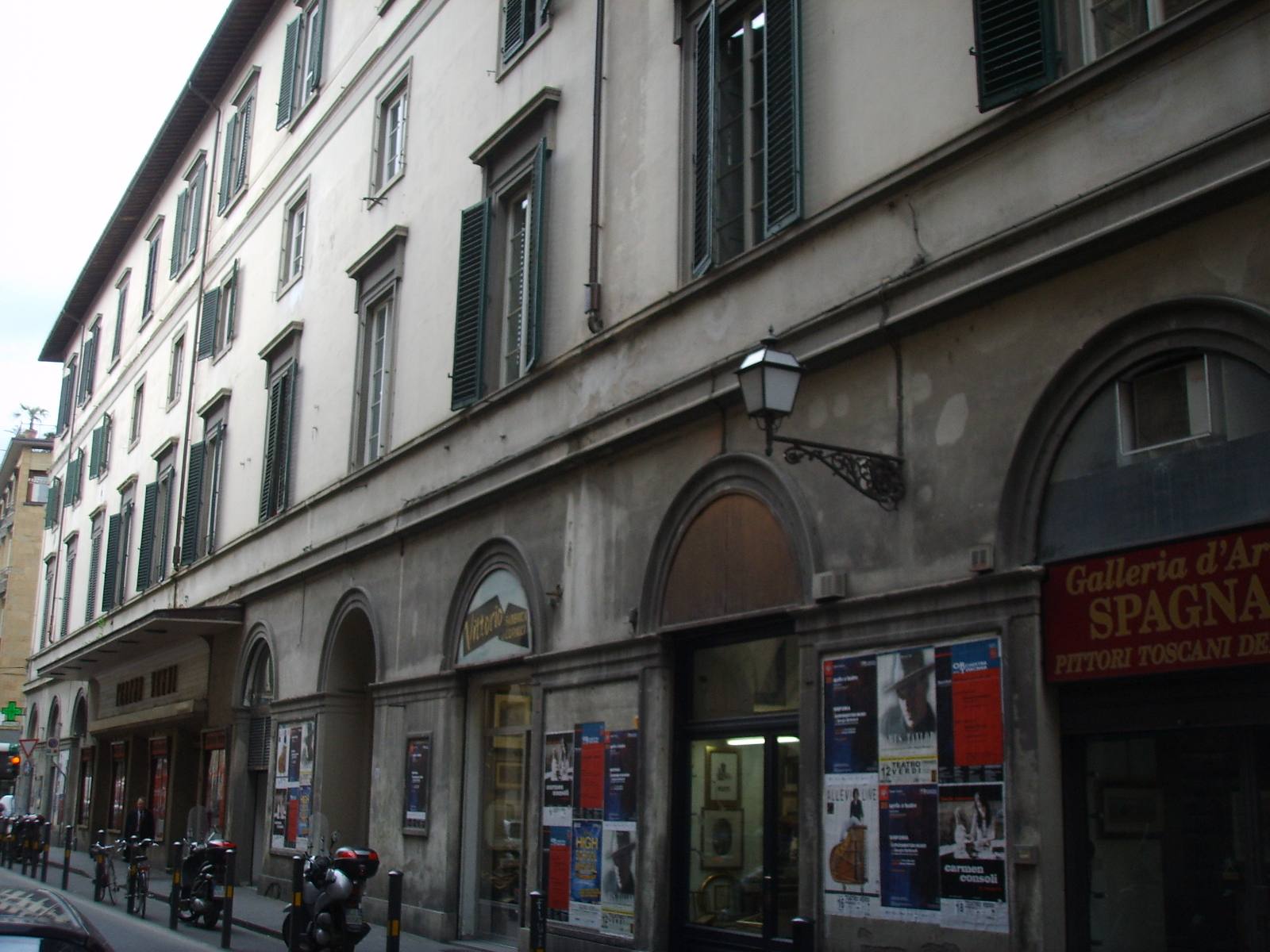
Teatro Verdi

Nel 1949-1950 il teatro e i locali di pertinenza furono completamente rinnovati. Su progetto degli architetti Nello Baroni e Maurizio Tempestini si procedette al consolidamento delle vecchie strutture ormai in avanzato stato di obsolescenza, pur nel rispetto delle decorazioni ottocentesche degli interni e dell'impianto generale, si aumentò la capienza della sala dando una più razionale distribuzione ai posti e infine si dotò il teatro di annessi più grandi e meglio distribuiti. A questo intervento risale l'attuale disegno dell'ingresso principale su via Ghibellina, viceversa di forme decisamente moderne, come pure vari bassorilievi decorativi sempre sistemati negli spazi interni dello scultore Giannetto Mannucci. Negli anni Sessanta si data l'apertura alla musica leggera e alle star internazionali.
Altri lavori di rinnovamento vennero eseguiti per rimediare ai danni provocati dall'alluvione del 1966 (in quell'occasione fu dotato di un nuovo schermo cinematografico, allora il più grande esistente in Italia) e infine, dopo il 1985, per l'adeguamento della struttura alle vigenti norme di sicurezza, su progetti redatti dagli ingegneri Giancarlo De Renzis, Giancarlo Martarelli e dall'architetto Claudio Ruffilli.
Nel 1998 la struttura è stata acquisita dalla Fondazione Orchestra regionale toscana. Nel 2004, per i 150 anni dall'apertura, sono stati realizzati interventi per migliorare sia l'estetica che l'acustica, quest'ultima ottenuta grazie anche alla nuova pavimentazione in legno, alle nuove sedute ed alla nuova Camera Acustica per l'orchestra.

## Programmazione
Dall'ultimo dopoguerra il teatro, che ha spesso ospitato le manifestazioni del Maggio Musicale Fiorentino nei periodi di chiusura del Teatro Comunale, ha incrementato la sua attività come sala cinematografica e con una programmazione teatrale caratterizzata dallo spettacolo leggero (rivista e commedia leggera). Al Verdi infatti si sono esibiti i più importanti artisti di questo genere teatrale: da Totò a Wanda Osiris, da Macario a Walter Chiari. Nonostante questa vocazione principale, il teatro si è caratterizzato anche per programmazioni di grande prestigio e successo quali i balletti di Maurice Béjart e Roland Petit e le prime nazionali di spettacoli di Carmelo Bene, come un celebre allestimento dell'Adelchi.
Negli ultimi anni il teatro è diventato sede della Fondazione Orchestra Regionale Toscana e ha ripreso decisamente il suo ruolo importante nella vita culturale fiorentina con programmazioni che oltre ai tradizionali spettacoli si è allargata a stagioni di concerti di grande interesse curati dall'ORT e a esperienze di coinvolgimento delle scuole della città in iniziative di didattica e aggiornamento musicale.

## Descrizione
Il casamento su via Verdi presenta un fronte arretrato rispetto alla linea degli altri edifici che prospettano sulla strada. Rispetto al lato di via Ghibellina, questo è quello di maggiore estensione, con i suoi quindici assi e con il piano terreno segnato da una successione di arcate adattate a portone, accessi ad attività commerciali, uscite di sicurezza del teatro (la stessa situazione è presente su via Ghibellina, dove lo sviluppo è di dodici assi). La prima arcata verso via de' Lavatoi, ora tamponata, è segnata da una elaborata tettoia in ferro e vetro, a indicare uno degli originari accessi al teatro. Lo stato di conservazione del fronte è mediocre.

### Sala
Gli spettatori possono contare su 1538 posti, così suddivisi: 806 posti a sedere in platea (di cui 9 riservati a disabili), 130 posti in galleria e 602 posti nei 6 ordini di parchi disponibili. Il palcoscenico risulta profondo 14 metri e largo 18, con un declivio del 5%.
La buca dell'orchestra misura 16 metri per 4. Il boccascena e largo 17 metri e alto 12. Il proscenio è profondo 2 metri, il palco si innalza dalla platea di 1,5 metri. La graticcia si trova ad un'altezza di 18 metri, è larga 18, è lunga 15 ed è dotata di una rocchettiera in legno; l'accesso è servito sia da scale che da ascensore. I sette camerini e i due cameroni degli artisti hanno l'accesso da via Isola delle Stinche dove si trova anche un'infermeria.